# Dieter Scharf (Skispringer)
Dieter Scharf (* 31. Dezember 1943 in Johanngeorgenstadt; † 28. Dezember 2024) war ein deutscher Skispringer, der für den SC Traktor Oberwiesenthal startete. In den 1960er Jahren hielt er zeitweilig mehrere Schanzenrekorde, so auf der Schanze im Kanzlersgrund bei Oberhof. 
Bei den DDR-Skimeisterschaften 1965 in Johanngeorgenstadt gewann Scharf im Einzel von der Großschanze die Silbermedaille. Ein Jahr später sicherte er sich in Brotterode die Bronzemedaille. Nachdem er 1967 nicht gestartet war, gewann er schließlich bei den DDR-Skimeisterschaften 1968 in Oberhof nach einem fünften Rang nach Durchgang eins noch mit neuem Schanzenrekord seinen ersten und einzigen nationalen Titel.
Nach Beendigung seiner aktiven Laufbahn wurde Scharf Trainer beim Ski Club Carlsfeld, bevor er an der Pestalozzi-Oberschule in Johanngeorgenstadt als Sportlehrer tätig wurde.